# 富川站 (日本)
富川站（日语：／ Tomikawa eki */?），位於日本北海道沙流郡日高町富川南2丁目，是北海道旅客鐵道（JR北海道）日高本線上的站。以前是急行列車「襟裳」的停靠站。電報略號是。以前尚有沙流鐵道分歧而出往平取站。

## 車站構造
側式月台1面1線的地面站。以前是相對式月台2面2線可供會車。設有自動售票機。

## 車站周邊
附近是木材工廠，堆積許多的原木。
- 國道235號、國道237號
- 北海道道289號富川停車場線
- 日高自動車道日高富川交流道
- 日高町公所水生活服務中心
- 門別警察署
- 門別警察署富川派出所
- 富川郵局（與日本郵便苫小牧支店富川集配中心併設）
- 苫小牧信用金庫富川支店
- 富川農業協同組合（JA富川）
- 沙流川親水公園（さるがわせせらぎ公園）
- 門別郷土資料館
- 日高肯德基牧場
- 門別競馬場（搭計程車需10分鐘）
- 北海道富川高級中學
- 日高町立富川中學
- 日高町立富川小學
- 義經神社
- 義經公園
- 二風谷大壩
- 道南巴士「富川站前」、「富川大町」站牌

## 歷史
- 1913年（大正2年）10月1日 - 由苫小牧輕便鐵道設立。此時稱為佐瑠太站。
- 1922年（大正11年）8月21日 - 沙流軌道（之後的沙流鐵道） 本站～平取通車。
- 1924年（大正13年）9月6日 - 日高拓殖鐵道 本站～靜內通車。
- 1927年（昭和2年）8月1日 - 政府買下日高線並收歸國有化，由國鐵管轄。
- 1929年（昭和4年）11月26日 - 設立追分機務段佐瑠太分段。
- 1931年（昭和6年）11月10日 - 廢止追分機務段佐瑠太分段。
- 1944年（昭和19年）4月1日 - 改稱為富川站。
- 1952年（昭和27年）12月11日 - 沙流鐵道廢線。
- 1982年（昭和57年）11月15日 - 廢止貨物處理的業務。
- 1984年（昭和59年）2月1日 - 廢止行李處理的業務。
- 1986年（昭和61年）11月1日 - 降為無人車站。
- 1987年（昭和62年）4月1日 - 國鐵分割民營化後成為北海道旅客鐵道（JR北海道）轄下的車站。
- 1989年（昭和64年/平成元年） - 改建站房。
- 2015年（平成27年）1月8日：厚賀站 - 大狩部站之間路段因大浪受損而暫停行駛列車，由公車代替行駛[1]。
- 2021年（令和3年）4月1日 - 廢站[2]。

## 相鄰車站

### 已廢除路線
北海道旅客鐵道（JR北海道）
日高本線
汐見－富川－日高門別
沙流鐵道
沙流鐵道線
富川－東佐瑠太

## 相關項目
- 日高本線
- 日本鐵路車站列表

## 外部連結
- （日語）全驛參觀之旅 （页面存档备份，存于）